# 九如開臺聖王廟
22°45′02″N 120°28′54″E / 22.750539°N 120.481777°E
九如開臺聖王廟，又稱三塊村開臺聖王廟，是位於中華民國臺灣屏東縣九如鄉三塊村的鄭成功廟。主祀開臺聖王鄭成功，配祀周府千歲、福德正神、註生娘娘。現今廟貌為民國80年（1991年）重建完成後的樣子。

## 沿革
九如開臺聖王廟建於臺灣清治時期（年代不詳），已知至少百年歷史。迄今歷經至少三次重建，第二次重建與第三次重建分別於民國37年（1948年）及民國80年（1991年）間完工。

## 神明簡介
開臺聖王鄭成功
周府千歲